# پشت‌آرواره
پشت‌آرواره (نام علمی: Opistognathus) نام یک سرده از تیره آرواره‌ماهیان است.